# Bilan saison par saison du SC Eendracht Alost
Cette page présente les résultats saison par saison du SC Eendracht Alost, une équipe de football belge. Le club a disputé 80 saisons dans les divisions nationales belges, auxquelles il accède pour la première fois en 1933. Il y évolue sans interruption depuis lors.

## Tableau de résultats
| Ordre | Saison  | Nom du club             | Niveau                         | Classement final        | Remarques                            |
| ----- | ------- | ----------------------- | ------------------------------ | ----------------------- | ------------------------------------ |
| 1     | 1933-34 | SC Eendracht Aalst      | Promotion (D3) série A         | 4e/14                   |                                      |
| 2     | 1934-35 | SC Eendracht Aalst      | Promotion (D3) série A         | 7e/14                   |                                      |
| 3     | 1935-36 | SC Eendracht Aalst      | Promotion (D3) série D         | 1er/14                  | Champion et promu                    |
| 4     | 1936-37 | SC Eendracht Aalst      | Division 1 (D2) série B        | 7e/14                   |                                      |
| 5     | 1937-38 | SC Eendracht Aalst      | Division 1 (D2) série B        | 4e/14                   |                                      |
| 6     | 1938-39 | SC Eendracht Aalst      | Division 1 (D2) série B        | 1er/14                  | Champion et promu                    |
| X     | 1939-40 | Compétitions arrêtées   | Compétitions arrêtées          | Compétitions arrêtées   | Compétitions arrêtées                |
| X     | 1940-41 | Compétitions régionales | Compétitions régionales        | Compétitions régionales | Compétitions régionales              |
| 7     | 1941-42 | SC Eendracht Aalst      | Division d'Honneur (D1)        | 5e/14                   |                                      |
| 8     | 1942-43 | SC Eendracht Aalst      | Division d'Honneur (D1)        | 13e/16                  |                                      |
| 9     | 1943-44 | SC Eendracht Aalst      | Division d'Honneur (D1)        | 12e/16                  |                                      |
| X     | 1944-45 | Compétitions arrêtées   | Compétitions arrêtées          | Compétitions arrêtées   | Compétitions arrêtées                |
| 10    | 1945-46 | SC Eendracht Aalst      | Division d'Honneur (D1)        | 9e/19                   |                                      |
| 11    | 1946-47 | SC Eendracht Aalst      | Division d'Honneur (D1)        | 17e/19                  | Relégué                              |
| 12    | 1947-48 | SC Eendracht Aalst      | Division 1 (D2) série A        | 3e/16                   |                                      |
| 13    | 1948-49 | SC Eendracht Aalst      | Division 1 (D2) série B        | 5e/16                   |                                      |
| 14    | 1949-50 | SC Eendracht Aalst      | Division 1 (D2) série A        | 5e/16                   |                                      |
| 15    | 1950-51 | SC Eendracht Aalst      | Division 1 (D2) série B        | 15e/16                  | Relégué                              |
| 16    | 1951-52 | K. SC Eendracht Aalst   | Promotion (D3) série B         | 3e/16                   |                                      |
| 17    | 1952-53 | K. SC Eendracht Aalst   | Division 3 série B             | 7e/16                   |                                      |
| 18    | 1953-54 | K. SC Eendracht Aalst   | Division 3 série A             | 2e/16                   | [ saisons 1 ]                        |
| 19    | 1954-55 | K. SC Eendracht Aalst   | Division 3 série B             | 2e/16                   | [ saisons 2 ]                        |
| 20    | 1955-56 | K. SC Eendracht Aalst   | Division 3 série A             | 4e/16                   |                                      |
| 21    | 1956-57 | K. SC Eendracht Aalst   | Division 3 série B             | 1er/16                  | Champion et promu                    |
| 22    | 1957-58 | K. SC Eendracht Aalst   | Division 2                     | 9e/16                   |                                      |
| 23    | 1958-59 | K. SC Eendracht Aalst   | Division 2                     | 4e/16                   |                                      |
| 24    | 1959-60 | K. SC Eendracht Aalst   | Division 2                     | 1er/16                  | Champion et promu                    |
| 25    | 1960-61 | K. SC Eendracht Aalst   | Division 1                     | 10e/16                  |                                      |
| 26    | 1961-62 | K. SC Eendracht Aalst   | Division 1                     | 16e/16                  | Relégué                              |
| 27    | 1962-63 | K. SC Eendracht Aalst   | Division 2                     | 10e/16                  |                                      |
| 28    | 1963-64 | K. SC Eendracht Aalst   | Division 2                     | 8e/16                   |                                      |
| 29    | 1964-65 | K. SC Eendracht Aalst   | Division 2                     | 15e/16                  | Relégué en Promotion                 |
| 30    | 1965-66 | K. SC Eendracht Aalst   | Promotion série D              | 1er/16                  | Champion et promu                    |
| 31    | 1966-67 | K. SC Eendracht Aalst   | Division 3 série A             | 5e/16                   |                                      |
| 32    | 1967-68 | K. SC Eendracht Aalst   | Division 3 série B             | 2e/16                   | [ saisons 4 ]                        |
| 33    | 1968-69 | K. SC Eendracht Aalst   | Division 3 série B             | 7e/16                   |                                      |
| 34    | 1969-70 | K. SC Eendracht Aalst   | Division 3 série A             | 4e/16                   |                                      |
| 35    | 1970-71 | K. SC Eendracht Aalst   | Division 3 série B             | 9e/16                   |                                      |
| 36    | 1971-72 | K. SC Eendracht Aalst   | Division 3 série A             | 6e/16                   |                                      |
| 37    | 1972-73 | K. SC Eendracht Aalst   | Division 3 série B             | 7e/16                   |                                      |
| 38    | 1973-74 | K. SC Eendracht Aalst   | Division 3 série B             | 4e/16                   |                                      |
| 39    | 1974-75 | K. SC Eendracht Aalst   | Division 3 série A             | 6e/16                   |                                      |
| 40    | 1975-76 | K. SC Eendracht Aalst   | Division 3 série A             | 4e/16                   |                                      |
| 41    | 1976-77 | K. SC Eendracht Aalst   | Division 3 série A             | 1er/16                  | Champion et promu                    |
| 42    | 1977-78 | K. SC Eendracht Aalst   | Division 2                     | 8e/16                   |                                      |
| 43    | 1978-79 | K. SC Eendracht Aalst   | Division 2                     | 9e/16                   |                                      |
| 44    | 1979-80 | K. SC Eendracht Aalst   | Division 2                     | 10e/16                  |                                      |
| 45    | 1980-81 | K. SC Eendracht Aalst   | Division 2                     | 3e/16                   | Tour final                           |
| 46    | 1981-82 | K. SC Eendracht Aalst   | Division 2                     | 8e/16                   |                                      |
| 47    | 1982-83 | K. SC Eendracht Aalst   | Division 2                     | 9e/16                   |                                      |
| 48    | 1983-84 | K. SC Eendracht Aalst   | Division 2                     | 11e/16                  |                                      |
| 49    | 1984-85 | K. SC Eendracht Aalst   | Division 2                     | 14e/16                  |                                      |
| 50    | 1985-86 | K. SC Eendracht Aalst   | Division 2                     | 3e/16                   | Tour final                           |
| 51    | 1986-87 | K. SC Eendracht Aalst   | Division 2                     | 13e/16                  |                                      |
| 52    | 1987-88 | K. SC Eendracht Aalst   | Division 2                     | 2e/16                   | Tour final                           |
| 53    | 1988-89 | K. SC Eendracht Aalst   | Division 2                     | 5e/16                   |                                      |
| 54    | 1989-90 | K. SC Eendracht Aalst   | Division 2                     | 10e/16                  |                                      |
| 55    | 1990-91 | K. SC Eendracht Aalst   | Division 2                     | 4e/16                   | Promu via tour final                 |
| 56    | 1991-92 | K. SC Eendracht Aalst   | Division 1                     | 18e/18                  | Relégué                              |
| 57    | 1992-93 | K. SC Eendracht Aalst   | Division 2                     | 4e/16                   | Tour final                           |
| 58    | 1993-94 | K. SC Eendracht Aalst   | Division 2                     | 4e/16                   | Promu via tour final                 |
| 59    | 1994-95 | K. SC Eendracht Aalst   | Division 1                     | 4e/18                   | [ saisons 8 ]                        |
| 60    | 1995-96 | K. SC Eendracht Aalst   | Division 1                     | 12e/18                  |                                      |
| 61    | 1996-97 | K. SC Eendracht Aalst   | Division 1                     | 15e/18                  |                                      |
| 62    | 1997-98 | K. SC Eendracht Aalst   | Division 1                     | 15e/18                  |                                      |
| 63    | 1998-99 | K. SC Eendracht Aalst   | Division 1                     | 13e/18                  |                                      |
| 64    | 1999-00 | K. SC Eendracht Aalst   | Division 1                     | 12e/18                  |                                      |
| 65    | 2000-01 | K. SC Eendracht Aalst   | Division 1                     | 16e/18                  |                                      |
| 66    | 2001-02 | K. SC Eendracht Aalst   | Division 1                     | 17e/18                  | Relégué en Division 3                |
| 67    | 2002-03 | VC Eendracht Aalst 2002 | Division 3 série A             | 3e/18                   | Promu via tour final                 |
| 68    | 2003-04 | VC Eendracht Aalst 2002 | Division 2                     | 12e/18                  |                                      |
| 69    | 2004-05 | VC Eendracht Aalst 2002 | Division 2                     | 18e/18                  | Relégué                              |
| 70    | 2005-06 | VC Eendracht Aalst 2002 | Division 3 série A             | 14e/16                  | Relégué après barrages               |
| 71    | 2006-07 | VC Eendracht Aalst 2002 | Promotion série B              | 1er/16                  | Champion et promu                    |
| 72    | 2007-08 | VC Eendracht Aalst 2002 | Division 3 série A             | 7e/16                   | Tour final                           |
| 73    | 2008-09 | VC Eendracht Aalst 2002 | Division 3 série A             | 11e/16                  |                                      |
| 74    | 2009-10 | VC Eendracht Aalst 2002 | Division 3 série A             | 3e/19                   | Tour final                           |
| 75    | 2010-11 | VC Eendracht Aalst 2002 | Division 3 série A             | 1er/18                  | Champion et promu                    |
| 76    | 2011-12 | VC Eendracht Aalst 2002 | Division 2                     | 7e/18                   |                                      |
| 77    | 2012-13 | SC Eendracht Aalst      | Division 2                     | 13e/18                  |                                      |
| 78    | 2013-14 | SC Eendracht Aalst      | Division 2                     | 11e/18                  |                                      |
| 79    | 2014-15 | SC Eendracht Aalst      | Division 2                     | 9e/18                   | Rétrogradé                           |
| 80    | 2015-16 | SC Eendracht Aalst      | Division 3 série A             | 7e/18                   | Relégué                              |
| 81    | 2016-17 | SC Eendracht Aalst      | Division 2 Amateur série VFV A | 3e/16                   | Promu via tour final                 |
| 82    | 2017-18 | SC Eendracht Aalst      | Division 1 Amateur             | 7e/16                   |                                      |
| 83    | 2018-19 | SC Eendracht Aalst      | Division 1 Amateur             | 15e/16                  | Relégué                              |
| 84    | 2019-20 | SC Eendracht Aalst      | Division 2 Amateur VV série B  | 3e/16                   |                                      |
| 85    | 2020-21 | SC Eendracht Aalst      | Nationale 2 VV série B         | N/A                     | saison annulée en raison du Covid-19 |
| 86    | 2021-22 | SC Eendracht Aalst      | Nationale 2 VV série B         | 2e/16                   |                                      |
| 87    | 2022-23 | SC Eendracht Aalst      | Nationale 2 VV série A         | 7e/18                   |                                      |
| 88    | 2023-24 | SC Eendracht Aalst      | Nationale 2 VV série A         | ... /18                 |                                      |

## Bilan
Statistiques mises à jour le 23 mai 2023 (terme de la saison 2022-2023)
| Niv | Divisions     | Jouées | Titres | TM Up | TM Down |
| --- | ------------- | ------ | ------ | ----- | ------- |
| I   | 1re nationale | 16     | 0      |       |         |
| II  | 2e nationale  | 35     | 2      | 6     |         |
| III | 3e nationale  | 29     | 4      | 4     | 1       |
| IV  | 4e nationale  | 7      | 2      | 1     |         |
| V   | 5e nationale  | 0      | 0      |       |         |
|     |               |        |        |       |         |
|     | TOTAUX        | 87     | 8      | 11    | 1       |

- TM Up : test-match pour départager des égalités, ou toutes formes de Barrages ou de Tour final pour une montée éventuelle.
- TM Down : test-match pour départager des égalités, ou toutes formes de Barrages ou de Tour final pour le maintien.